# Betty Lalam
Betty Lalam és una professora ugandesa i exsegrestada de l'Exèrcit de Resistència del Senyor, és directora del Centre d'Ensinistrament Afectat per la Guerra de Gulu.

## Primers anys de vida i carrera
El 1994, quan Lalam tenia 14 anys, va ser segrestada per l'Exèrcit de Resistència del Senyor a casa seva a l'antic subcomtat de Koro, situat al districte d'Amuru, al nord d'Uganda.
La mare de Lalam no va arribar mai l'endemà, perquè era una de les persones que van ser massacrades a les cases pels rebels de l'Exèrcit de Resistència del Senyor (LRA) el mateix dia, mentre que el seu pare, que al principi va ser obligat pels rebels a portar grans cassoles de carn, va ser assassinat quan es va queixar d'estar tan esgotada per portar pesos tan pesants, va ser testimoni de més assassinats, tortures, violacions i tota mena d'atrocitats de la mà de l'LRA. El 1995, Lalam va tenir l'oportunitat de tota la seva vida d'escapar de la captivitat durant un atac de l'LRA al centre comercial d'Atiak al districte d'Amuru. Més tard es va traslladar a Kampala per quedar-se amb la seva germana mentre buscava què fer, Lalam va començar a vendre cervesa local, perquè pogués recaptar prou diners per poder pagar un curs de formació professional en sastreria i disseny. Habilitats que després li van obrir diverses portes d'oportunitats.
Després del curs, va aconseguir una feina a la Gulu Support Children Organization (GUSCO), una organització comunitària que va treballar amb World Vision per rehabilitar els retornats de la guerra i els antics nens soldats i proporcionar-los suport psicològic i social. L'any 2004, va deixar la seva feina i va començar un dur viatge per crear vides de dones i nenes que tornaven de la captivitat, i va començar just a l'exterior davant de la seva casa llogada amb cinc noies que va formar gratuïtament, utilitzant una màquina de cosir. Amb el temps, les xifres van anar creixent.
L'any 2006, Lalam va signar un contracte amb World Vision per formar més de 60 dones i nenes que havien tornat de la captivitat, va utilitzar els diners obtinguts amb el contracte de World Vision per comprar terres que es van convertir en una casa per al Centre de Formació Afectat per la Guerra de Gulu.
El 2008, el somni de Lalam es va fer realitat quan l'ambaixador sud-africà a Uganda, Thanduyise Henry Chiliza, es va comprometre a construir un centre de formació amb l'empresa sud-africana Eskom. Com a resultat es van construir blocs d'aules, dormitoris, un laboratori d'informàtica. L'any 2010 es va inaugurar oficialment el Gulu War Affected Training Center i des d'aleshores Segons aquest Centre s'ha graduat 4.300 estudiants en diferents cursos de formació professional en mecànica, perruqueria, sastreria, restauració i gestió empresarial.
Va ser reconeguda com una de les 100 dones de la BBC del 2014.